# فيلي وليامز (لاعب كرة قدم أمريكية أمريكي)
فيلي وليامز (بالإنجليزية: Willie Williams)‏ هو لاعب كرة قدم أمريكية أمريكي، ولد في 19 سبتمبر 1984 في ميلدغفيل في الولايات المتحدة.

## وصلات خارجية
- فيلي وليامز على موقع JustSportsStats.com (الإنجليزية)